# 플로리다 해협

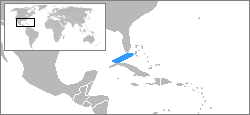
플로리다 해협

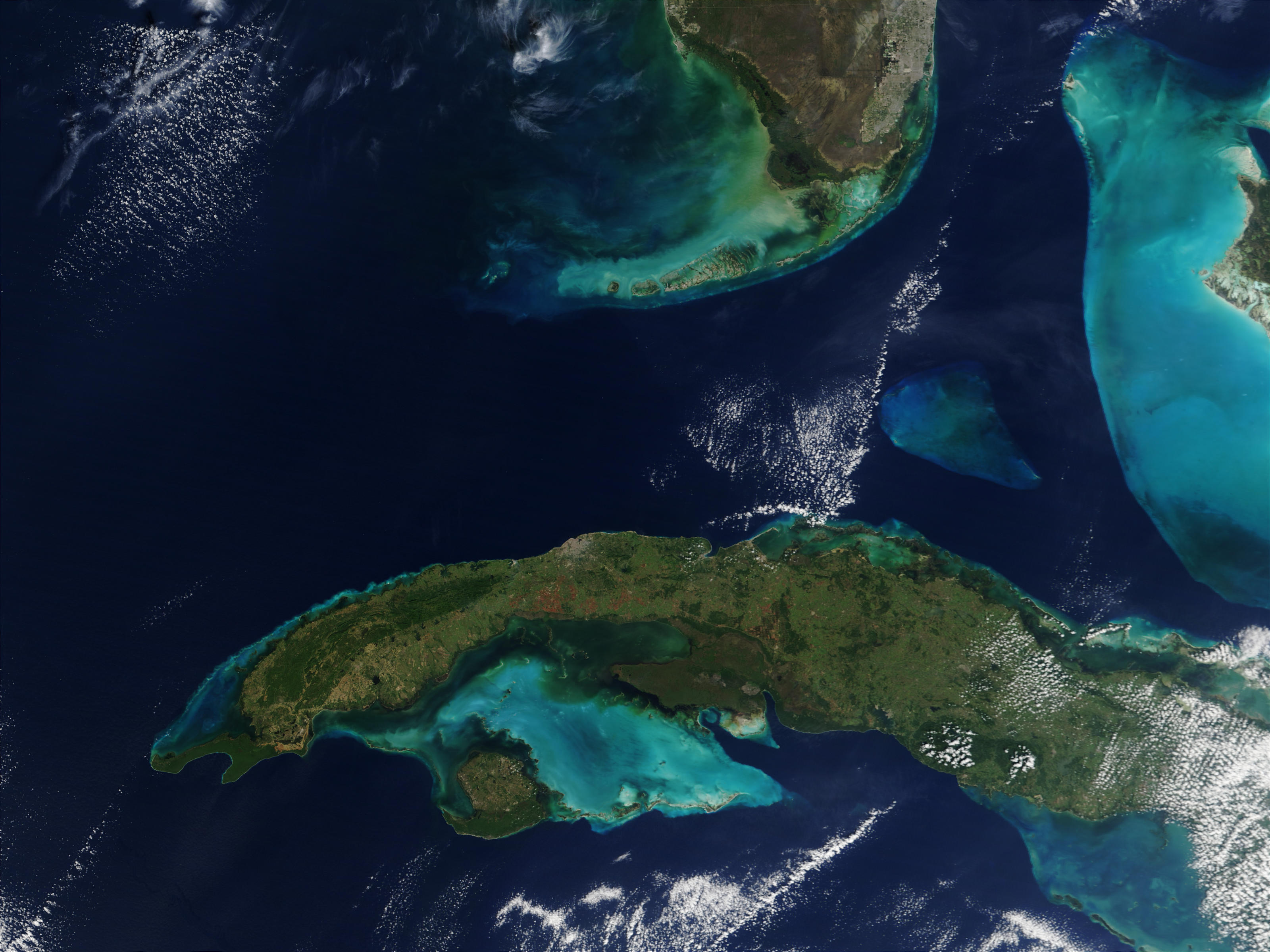
플로리다 해협의 위성 사진

플로리다 해협(영어: Straits of Florida)은 북아메리카 남동부, 플로리다반도와 쿠바 섬 사이의 해협이다. 멕시코만과 대서양을 잇는다.